# BEST ～BOUNCE & LOVERS～
『BEST ～BOUNCE & LOVERS～』（影音雙體驗～媚影 & 情歌極選～），2007年3月14日發行之日本歌手・倖田來未的首張抒情精選輯。

## 附註
- 本精選輯自2006年3月8日發行的『BEST～second session～再體驗~第二次精選~』約隔一年多。與35th單曲「（BUT/愛的證明）」同日發行。

- 本次『期間限定生産』僅發行「CD+DVD」（未發行「CD ONLY」、「通常盤」）。

- CD所收錄的內容為抒情精選，其收錄曲由先前的Fan Club投票決定，收錄初期的歌曲以及專輯未收錄的歌曲。且收錄由德永英明作曲的新曲「明日へ…（邁向明日）」。且收錄倖田在尚未出名時期時代所寫的歌曲「Walk」，曾收錄在1st專輯中，這次首度收錄在精選集中。

- DVD收錄的內容為舞蹈精選，內容為舞蹈板的音樂錄影帶，本作以舞蹈為中心將其重新再編輯，且收錄5th專輯「Black Cherry 黑色櫻桃」中的「Get Up & Move!!」的音樂錄影帶，以及其舞蹈教學（特典影像）。

- 本來預定為生產35萬張的「枚数限定生産」的發行樣式，在發行前avex臨時變更為「期間限定生産」。

## 發行版本
- CD+DVD（期間限定生産）

## 曲目

### DISC1：CD
1. 明日へ･･･（邁向明日）
2. 大切な君へ
16th單曲的B面曲，專輯首次收錄。
3. 1000の言葉〜Alternate Orchestra Version〜（千言萬語〜Alternate Orchestra Version〜）
7th單曲的改編曲。
4. Your Song
1st單曲的B面曲。
5. Pearl Moon
2nd專輯『grow into one』收錄曲。
6. Rain
3rd專輯『feel my mind』收錄曲。
7. 華
3rd專輯『feel my mind』收錄曲。
8. hands
14th單曲。
9. 最後の雨〜Time Heals Version〜（最後的雨〜Time Heals Version〜）
9th單曲的B面曲。[
10. Promise（承諾）
18th單曲。
11. you〜Piano Version〜
19th單曲的改編版。本作品收錄在12張單曲連發的購買者特典「限定配信」單曲，首度CD化。
12. come back
1st專輯『affection』收錄曲。
13. 奇跡（奇蹟）
13th單曲。
14. walk
1st專輯『affection』收錄曲。幾乎固定為LIVE的最後一首結尾曲。

### DISC2：DVD
1. Get Up & Move!!
2. Crazy 4 U
3. JUICY
4. So Into You〜Short Version〜
5. Selfish
6. Candy feat.Mr. Blistah
7. Hot Stuff feat. KM-MARKIT
8. LIVE DVD『KODA KUMI LIVE TOUR 2006-2007〜second session〜』TRAILER
同年3月28日預定發行的LIVE DVD之預告篇。
9. Love goes like･･･（LIVE VIDEO）
LIVE DVD『KODA KUMI LIVE TOUR 2006-2007〜second session〜』中「Love goes like･･･」的影像收錄。
10. HOW TO DANCE VIDEO〜Get Up & Move!!〜
  - 1st BLOCK：Get image!!
  - 2nd BLOCK：Practice move!!
  - 3rd BLOCK：Last confirmation!!

- M-8～10為特典影像